# فيل لورد
فيل لورد (بالإنجليزية: Phil Lord)‏ (و. 1975  م) هو مخرج أفلام، ومنتج أفلام، وكاتب سيناريو، ومؤدي أصوات، ومنتج تلفزيوني، ومخرج تلفزيوني، وممثل تلفزي، وممثل أفلام أمريكي، ولد في ميامي.

## وصلات خارجية
- فيل لورد على موقع IMDb (الإنجليزية)
- فيل لورد على موقع ألو سيني (الفرنسية)
- فيل لورد على موقع أول موفي (الإنجليزية)
- فيل لورد على موقع بوكس أوفيس موجو (الإنجليزية)
- فيل لورد على موقع قاعدة بيانات الأفلام السويدية (السويدية)
- فيل لورد على موقع قاعدة بيانات الفيلم (الإنجليزية)
- فيل لورد على موقع كينوبويسك (الروسية)